# Estatua John Denver "Spirit"
La Estatua John Denver "Spirit" (en inglés: John Denver "Spirit" statue) es una escultura de bronce de 2002 obra de Sue DiCicco. Fue fundida en Artworks Foundry en Berkeley, California, y fue nombrada "Espíritu" por Rolland Smith, quien se desempeñó como maestro de ceremonias en la inauguración en octubre de 2002. La estatua fue financiada por los aficionados de Denver en Colorado. La estatua muestra al cantante y compositor John Denver celebrando con una gran águila en la mano izquierda, con su guitarra colgando de su espalda. Su altura total es de 143 pulgadas, la dimensión de la base es 54 x 32. La envergadura total del águila es de 75", y el peso de la estatua se estima en 1.300 libras. Lo que hace que sea un proceso laborioso moverlo de un lugar a otro.